# Enzo Francescoli
Enzo Francescoli Uriarte (Montevideo, 12 november 1961) is een voormalig Uruguayaans profvoetballer. Hij werd in 1984 en 1995 verkozen tot Zuid-Amerikaans Voetballer van het Jaar. Bovendien was Francescoli de enige Uruguayaan op de Lijst FIFA 100 beste spelers, die in 2004 werd samengesteld door Pelé. Francescoli speelde als aanvallende middenvelder en hij had als bijnaam El Principe (De Prins).

## Clubcarrière
Francescoli begon in eigen land bij Montevideo Wanderers in 1974. In 1983 maakte hij de overstap naar de Argentijnse topclub River Plate, waar de Uruguayaan tot 1986 bleef. Vervolgens speelde Francescoli voor de Franse clubs Racing Club de Paris (1986-1989) en Olympique de Marseille (1989-1990). In Italië speelde Francescoli voor de clubs Cagliari Calcio (1990-1993) en Torino (1993-1994).
In 1994 keerde hij terug bij River Plate, waar Francescoli in 1997 zijn loopbaan als voetballer beëindigde. De Uruguayaan werd zes keer landskampioen: vijfmaal won hij de Primera División met River Plate (1986, Apertura 1994, Apertura 1996, Apertura 1997, Clausura 1997) en een keer de Division 1 met Olympique Marseille (1990). Bovendien won Francescoli met River Plate ook tweemaal de CONMEBOL Libertadores (1986, 1996) en de Supercopa Sudamericana (1997).

## Interlandcarrière
Francescoli speelde 73 interlands voor het Uruguayaans nationaal elftal, waarin hij zeventien doelpunten maakte. Hij debuteerde op 20 februari 1982 in de vriendschappelijke wedstrijd tegen Zuid-Korea (2-2), evenals Jorge da Silva en Amaro Nadal. De Uruguayaan werd driemaal kampioen van Zuid-Amerika op de Copa América: in 1983, 1987 en 1995. Bovendien nam Francescoli met Uruguay deel aan het WK 1986 in Mexico en het WK 1990 in Italië.

## Erelijst
River Plate
- Primera División: 1985/86, 1994-Apertura, 1996-Apertura, 1997-Clausura, 1997-Apertura
- CONMEBOL Libertadores: 1986, 1996
- Supercopa Sudamericana: 1997

 Olympique Marseille
- Division 1: 1989/90

 Uruguay
- CONMEBOL Copa América: 1983, 1987, 1995